# Karl Stürmer
Karl Stürmer (né le 9 octobre 1882 à Vienne en Autriche-Hongrie et mort en 1943 à Faenza en Italie) est un joueur devenu entraîneur de football autrichien.

## Biographie

### Joueur
En tant que footballeur, il joue tout d'abord avec un des nombreux clubs de sa ville natale, le Wiener Cricket (en tant que défenseur), avant d'évoluer au poste de milieu au First Vienna FC puis au Wiener AC.
Avec le Wiener AC, il remporte une Tagblatt Pokal en 1901.
Il joue également deux matchs en sélection avec l'équipe d'Autriche.

### Entraîneur
En 1918, Stürmer commence une longue carrière d'entraîneur de football tout d'abord dans son pays natal, puis en Italie.
Il entraîne alors la Reggiana et Prato en Divisione Nazionale, puis le Torino, Alessandria, la Lazio, Livorno et la Juventus (où il est l'assistant de l'entraîneur bianconero Virginio Rosetta et entraîne l'équipe jeune) en Serie A,.
Il meurt en 1943, tué par les Allemands à Faenza en Italie.

## Palmarès

### Joueur
| First Vienna - Championnat d'Autriche (1) : - Champion : 1914-15. |  | Wiener AC - Challenge Cup (2) : - Vainqueur : 1899 et 1900. - Coupe Tagblatt (1) : - Vainqueur : 1901. |